# 1988年の全日本スポーツプロトタイプカー耐久選手権
1988年の全日本スポーツプロトタイプカー耐久選手権は、1988年3月3日に富士スピードウェイで開幕し、10月9日に富士スピードウェイのWEC-JAPANで閉幕するまで全6戦で争われた。

## 開催カレンダー
| 開催日  | 開催地 | イベント名                   | 優勝 | 優勝                                                                               | PP  | PP                                             |
| 開催日  | 開催地 | イベント名                   | #    | ドライバー - 周回数 / 車種                                                         | #   | ドライバー - タイム / 車種                     |
| 3月6日  | 富士   | 全日本富士500km              | 27   | 岡田秀樹 スタンレー・ディケンズ 112周 / ポルシェ・962C                             | 27  | 岡田秀樹 1分18秒594 / ポルシェ・962C           |
| 4月10日 | 鈴鹿   | インターナショナル鈴鹿500km  | 25   | エイエ・エリジュ マウリシオ・サンドロ・サラ 86周 / ポルシェ・962C                  | 100 | ジョージ・フーシェ 1分50秒665 / ポルシェ・962C |
| 5月1日  | 富士   | 全日本富士1000km             | 16   | クリス・ニッセン ブルーノ・ジャコメリ 224周 / ポルシェ・962C                       | 100 | ジョージ・フーシェ 1分18秒722 / ポルシェ・962C |
| 7月24日 | 富士   | 全日本富士500マイル          | 27   | 岡田秀樹 スタンレー・ディケンズ 179周 / ポルシェ・962C                             | 32  | 長谷見昌弘 1分19秒179 / 日産・R88C             |
| 8月28日 | 鈴鹿   | インターナショナル鈴鹿1000km | 27   | 岡田秀樹 スタンレー・ディケンズ 171周 / ポルシェ・962C                             | 100 | ジョージ・フーシェ 1分53秒502 / ポルシェ・962C |
| 10月9日 | 富士   | WEC-JAPAN                    | 1    | マーティン・ブランドル エディ・チーバー ジョン・ニールセン 224周 / ジャガー・XJR-9 | 27  | 岡田秀樹 1分18秒210 / ポルシェ・962C           |

## 主なエントリー
| No. | マシン                            | ドライバー                                                                           | エントラント                                   | タイヤ |
| --- | --------------------------------- | ------------------------------------------------------------------------------------ | ---------------------------------------------- | ------ |
| 1   | ポルシェ・962C                    | 高橋国光 茂木和男                                                                    | アドバンアルファノバ                           | Y      |
| 3   | トムス・86C/トヨタ トヨタ・87C    | スティーブン・アンドスカー アンドリュー・ギルバート＝スコット                        | オートビューレックモータースポーツ             | D      |
| 15  | ポルシェ・962C                    | 長坂尚樹 星野薫 影山正彦                                                             | レイトンハウスレーシングチーム                 | B      |
| 16  | ポルシェ・962C                    | クリス・ニッセン ハロルド・グロース オスカー・ララウリ ブルーノ・ジャコメリ 長坂尚樹 | レイトンハウスレーシングチーム                 | B      |
| 23  | 日産・R88C                        | 星野一義 高橋健二 ウィン・パーシー 鈴木利男 アラン・グライス                         | ニッサン・モータースポーツ・インターナショナル | B      |
| 25  | ポルシェ・962C                    | エイエ・エリジュ マウリシオ・サンドロ・サラ                                          | ロスマンズ・ポルシェ・チームシュパン           | D      |
| 27  | ポルシェ・962C                    | 岡田秀樹 スタンレー・ディケンズ                                                      | フロムAレーシング                              | B      |
| 32  | 日産・R88C                        | 長谷見昌弘 鈴木亜久里 ウィン・パーシー                                               | ニッサン・モータースポーツ・インターナショナル | B      |
| 36  | トヨタ・88C トヨタ・88C-V         | ジェフ・リース 関谷正徳 鈴木恵一                                                     | トヨタ・チーム・トムス                         | B      |
| 37  | トヨタ・88C トヨタ・88C-V         | パオロ・バリッラ ティフ・ニーデル ステファン・ヨハンソン 小河等                      | トヨタ・チーム・トムス                         | B      |
| 50  | サード・MC88S/トヨタ              | 佐々木秀六 浅井順久 マーティン・ドネリー ヨッヘン・ダウアー                          | サード                                         | D      |
| 55  | ポルシェ・962C                    | ケネス・アチソン プライス・コブ                                                      | オムロン・レーシングチーム                     | D      |
| 85  | マーチ・86G/日産 マーチ・88G/日産 | 和田孝夫 アンデルス・オロフソン 鈴木利男 森本晃生                                    | パーソンズレーシングチーム                     | Y      |
| 86  | マーチ・88G/日産                  | 和田孝夫 アンデルス・オロフソン                                                      | 伊太利屋スポーツ                               | Y      |
| 99  | ポルシェ・962C                    | 鈴木恵一 フランツ・コンラッド                                                        | トラスト                                       | D      |
| 100 | ポルシェ・962C                    | バーン・シュパン ジョージ・フーシェ サレル・ヴァン・デル・メルヴェ                   | トラスト                                       | D      |
| 201 | マツダ・757E マツダ・767          | 片山義美 従野孝司 寺田陽次郎 ピエール・デュドネ                                      | マツダスピード                                 | D      |
| 202 | マツダ・757 マツダ・767           | 従野孝司 寺田陽次郎 デビッド・ケネディ                                               | マツダスピード                                 | D      |
| 230 | マツダ・757                       | 白鳥哲司 藤井修二 藤枝輝光 飯田薫                                                    | 静マツレーシング                               | D      |